# Liber cure cocorum

Le Liber cure cocorum est un livre de cuisine rédigé en anglais aux environs de 1430 dans le comté de Lancashire.
Il décrit, sous la forme de 134 recettes en vers,  de nombreux plats de la cuisine médiévale.
Ces vers ont été édités en 1862 par Richard Morris à partir du manuscrit Sloane MS 1986.